# Волкер Бромм
Фолькер Бромм — американський астроном. Він працює професором астрономії в Техаському університеті в Остіні.
Бромм отримав ступінь магістра з фізики в Гейдельберзькому університеті, а потім отримав ступінь доктора філософії (PhD) з астрономії в Єльському університеті в 2000 році. До 2004 року він був докторантом у Кембриджі та Гарварді. З 2004 року він працює доцентом, а з 2009 року — постійним доцентом в Університеті Остіна. У 2014 р. призначений на посаду професора.
Його дослідницькі інтереси включають формування зірок і галактик у ранньому Всесвіті, епоху реіонізації, наднові зірки з високим червоним зсувом і спалахи гамма-випромінювання, а також формування надмасивних чорних дір.

## Праці
- Volker Bromm, Naoki Yoshida: The First Galaxies. In: Annual Review of Astronomy and Astrophysics. 49, Nr. 1, S. 373–407 (doi:10.1146/annurev-astro-081710-102608) (http://www.as.utexas.edu/~vbromm/araa.pdf).
- The First Galaxies: Theoretical Predictions and Observational Clues. Springer, ISBN 978-3-642-44860-7.

## Нагороди та відзнаки
- Премія Роберта Трюмплера